# 陳賞 (永樂進士)
陳賞（14世紀—15世紀），字公延，江西吉安府泰和縣柳溪人，明朝政治人物。

## 生平
陳賞是洪武十八年進士陳仲述之子，永樂元年（1403年）中舉人，九年（1411年）成進士，十一年（1413年）獲授廣西按察司僉事，為官如父親一樣清苦，在任內去世，由同僚周濟才能將棺木送回家鄉，江西按察司僉事黃翰經過泰和感夢得知，為他的妻兒復修故居，著有《橋梓後集》流傳。

## 引用
1. 1 2  光緒《泰和縣志·卷十六·列傳》：陳仲述，名繼先，以字行，登洪武進士……子賞力學無資，鄉人易之表兄梁本之混，旦夕督勵得登第，官廣西按察司僉事，其清苦一如仲述，卒益貧無庇妻子，部使者黃翰至泰和，感夢為之復其故居 萬厯志。
2. ↑  光緒《泰和縣志·卷十二·選舉》：永樂元年 癸未 鄉試……陳賞 柳溪人，仲述子，進士……永樂九年 辛卯 蕭時中榜……陳賞 仲述子，廣西僉事
3. ↑  《明太宗文皇帝實錄·卷一百四十六》：（永樂十一年十二月）壬戌擢進士……陳儀、劉長吾、陳賞為廣西按察司僉事……
4. ↑  四庫全書《江西通志·卷七十七·人物十二 吉安府三》：陳賞，字公延，泰和人，繼先子，永樂進士，擢廣西僉事，守官清苦，卒無以為殮，同官周之始得返喪，著有《橋梓後集》。 白志